# بيكربونات الكالسيوم
بيكربونات الكالسيوم مركب كيميائي له الصيغة الكيميائية Ca(HCO3)2. لا يشير هذا المصطلح إلى المركب الصلب المعروف، حيث أنه لا يوجد إلا في المحاليل المائية المحتوية على الكالسيوم (+Ca2)، البيكربونات (-HCO3)، والكربونات، والأيونات جنبا إلى جنب مع ثاني أكسيد الكربون المذاب (CO2). وتعتمد التركيزات النسبية لهذه الأنواع المحتوية على الكربون على درجة الحموضة؛ حيث تسود البيكربونات ضمن نطاق 6,36 حتى 10,25 في المياه العذبة.